# Eleições legislativas portuguesas de 1961
As eleições legislativas portuguesas de 1961 foram realizadas no dia 12 de Novembro, sendo eleitos os 130 deputados da Assembleia Nacional. Há 1 315 231 recenseados e 973 997 votantes. A totalidade dos deputados eleitos pertence à União Nacional. A Oposição Democrática apresentou listas em diversos círculos mas desistiu por considerar que não existem condições mínimas para a realização de eleições. Foram as primeiras eleições realizadas após o início da Guerra Colonial. Os trabalhos do novo Parlamento iniciaram-se em 25 de novembro de 1961 e terminaram com o fim do mandato em 1965.

## Resultados Nacionais
| Partido                 | Partido                  | Votos                                                     | %                                                         | +/-                                                       | Deputados                                                 | +/-                                                       |
| ----------------------- | ------------------------ | --------------------------------------------------------- | --------------------------------------------------------- | --------------------------------------------------------- | --------------------------------------------------------- | --------------------------------------------------------- |
|                         | União Nacional           | 973,997                                                   | 100                                                       | 12,14                                                     | 130 / 130                                                 | 10                                                        |
|                         | Candidaturas de Oposição | A oposição anunciou desistência em 8 de novembro de 1961. | A oposição anunciou desistência em 8 de novembro de 1961. | A oposição anunciou desistência em 8 de novembro de 1961. | A oposição anunciou desistência em 8 de novembro de 1961. | A oposição anunciou desistência em 8 de novembro de 1961. |
| Votos Inválidos         | Votos Inválidos          | –                                                         | –                                                         | –                                                         |                                                           |                                                           |
| Total                   | Total                    | 973,997                                                   | 100                                                       |                                                           | 130                                                       |                                                           |
| Eleitorado/Participação | Eleitorado/Participação  | 1,315,231                                                 | 74.0                                                      | 3,6                                                       |                                                           |                                                           |